# Parque Nacional Serranía de los Yariguíes
O Parque Nacional Serranía de los Yariguíes (em espanhol: Parque Nacional Natural Serranía de los Yariguíes) é um parque nacional situado nas encostas ocidentais da Cordilheira Oriental, no departamento de Santander, na Colômbia, fundado no dia 18 de abril de 2005. Possui 78 387 hectares e é o maior e mais bem preservado do departamento, abrigando inúmeras espécies de mamíferos, aves, anfíbios e plantas. Além disso, preserva diversos habitats, como páramos e florestas nubladas, e bacias hidrográficas, que fornecem água a população das cidades próximas.